# 烏布
乌布为印度尼西亚巴厘岛吉安雅县的一座城镇。作为一处艺术和文化中心，其旅游业得到长足发展。
乌布人口数量为30,000。对于游客而言，城镇与周围的13个村落混杂难辨。此区域外环绕着小农场、稻田及茂密的森林。